# Іллічівський судноремонтний завод
Іллічівський судноремонтний завод (ІСРЗ) — підприємство суднобудівної промисловості України.

## Історія
Історія ІСРЗ почалася в 1951 році в зручній гавані Сухого лиману (північно-західне узбережжя Чорного моря). Підприємство має зручне розташування - поблизу морського порту Чорноморськ і в 20 км. від м. Одеса. Крім того, судна, які заходять до Чорноморська в зимову пору, додатково виграють за рахунок м'якого клімату в цьому регіоні.
Після проголошення незалежності України, став найбільшим судноремонтним заводом України на Чорному морі.
У 2008 році на території заводу відкрився зерновий термінал, чиї потужності дозволяють вантажити суду розміру Панамакс, здатні перевозити понад 50 тисяч тонн вантажу
За 2009 рік відремонтовано близько 70 суден.
У травні 2011 року внаслідок неправильних дій протягом вахти по вирівнюванню дока і управління ним в аварійній ситуації в акваторії Сухого лиману на території ТОВ «Іллічівський судноремонтний завод» затонув плавучий док Іллічівського порту і судно «Волгонефть-263», яке перебувало на ремонті.
Навесні 2012 року Фонд державного майна України вніс до переліку об'єктів, що підлягають підготовці до продажу, цілісний майновий комплекс державного підприємства «Іллічівський судноремонтний завод»
У вересні 2013 року Фонд державного майна України ухвалив рішення про продаж заводу.
Станом на 15 лютого 2014 року, завод здійснював ремонт восьми кораблів іноземних компаній.
З моменту заснування завод виконував ремонти суден усіх типів, використовуючи найновіші технології. Зміна форми власності підприємства поряд з активізацією активності ІСРЗ на світовому ринку судноремонту дозволили провести комплексну модернізацію виробничих потужностей заводу.

## Сучасний стан
Ремонт суден всіх типів з максимальною вантажопідйомністю до 20 000 т.
Мав найбільший в Україні плавучий док (4М або док № 163), який затонув у 2002 році. Досі не піднятий, і ймовірність відновлення дорівнює нулю. Всього 3 плавучих дока (док №-1, 152 та 154). Док № 154 також тонув у 2011 році. При цьому танкер типу «Волгонефть», що стояв у доці, переломившись, затонув.
Географія флоту, що ремонтується: це судна держав СНД, Греції, Італії, Туреччини і інших країн. Найменше українських суден. 
Крім головної спеціалізації завод виробляє і «непрофільну продукцію: цистерни, контейнери. В свій час підприємство виробляло до 7 тисяч контейнерів на рік.
Власні плавзасоби: 4 буксира і 2 плавучих крана (5 і 100 тонн).
Завод має дві власні артезіанські свердловини, що дозволило йому повністю відмовитися від водоспоживання з міських мереж і знизити витрати.
З 2007 р. відкрито пункт пропуску через державний кордон для міжнародного морського вантажного сполучення (перевалка вантажів і захід для ремонту невійськових суден).
Сьогодні ІСРЗ є найбільшим судноремонтним підприємством України, яке здатне здійснювати будь-який ремонт суден, включаючи модернізацію. Підприємство має можливість виконувати ремонт усіх типів суден, включаючи технічно складні типи суден, такі як автомобілевози, пороми, танкери-продуктовози, риферний флот, контейнеровози й судна багатоцільового призначення.
Чисельність персоналу ІСРЗ складає приблизно 700 осіб, серед яких висококваліфіковані інженери-кораблебудівники, спеціалісти з механічної частини й з трубопровідних робіт, з ремонту електроніки й ін. Технічні й конструкторські відділи забезпечують підтримку виробничого процесу на всіх стадіях ремонту.
Виробництво ІСРЗ сертифіковане у відповідності з міжнародними стандартами управління якістю ISO 9001.

## Керівництво
- Рафаєвич М. З. (з 2002 р.)

## Зовнішні посилання
- Впихнуть невпих…..(ну, вы поняли) Судоремонтный завод «ИСРЗ» отремонтировал самое большое судно в своей истории. sudostroy.com. Судостроение и судоремонт. 17 липня 2018. Архів оригіналу за 18 липня 2018. Процитовано 17 липня 2018.
- Крупнейший судоремонтный завод достался экс-«регионалам» [Архівовано 5 листопада 2017 у Wayback Machine.]
- ІЛЛІЧІВСЬКИЙ СУДНОРЕМОНТНИЙ ЗАВОД, ПАТ [Архівовано 27 вересня 2016 у Wayback Machine.]
- У Чорноморськ на ремонт зайшли одразу три судна. uprom.info. Національний промисловий портал. 12 грудня 2018. Архів оригіналу за 18 грудня 2018. Процитовано 12 грудня 2018.